# Шиповацька волость
Шиповацька волость — адміністративно-територіальна одиниця Вовчанського повіту Харківської губернії.
Найбільші поселення волості станом на 1914 рік:
- село Шиповате — 4591 мешканець.
- село Микільське — 1201 мешканець.

Старшиної волості був Ілляшенко Петро Михайлович, волосним писарем — Тимофієнко Григорій Георгійович, головою волосного суду — Лукашов Єгор Борисович.